# Merton Russet (manzana)
Merton Russet es una variedad cultivar de manzano (Malus domestica).
Criado en 1911 por M.B.Crane en « The John Innes Horticultural Institute », Merton Park, Surrey (Reino Unido). Las frutas tienen una carne de textura firme, crujiente y tierna con un sabor subácido dulce.

## Historia
'Merton Russet' es una variedad de manzana, criada en 1911 por M.B.Crane en « The John Innes Horticultural Institute », Merton Park, Surrey (Reino Unido). Obtenida a partir del cruce de 'Sturmer Pippin' como Parental-Madre x polen de 'Cox's Orange Pippin' como Parental-Padre. Fue nombrada en 1943.
'Merton Russet' se cultiva en la National Fruit Collection (Colección Nacional de Fruta) de Reino Unido donde está cultivada con el número de accesión: 1935-002' y nombre de accesión: Merton Russet.

## Características
'Merton Russet' es un árbol pequeño, moderadamente vigoroso, con crecimiento erguido y extendido. El árbol es resistente. Portador de espolones de fructificación. Tiene un tiempo de floración que comienza a partir del 3 de mayo con el 10% de floración, para el 9 de mayo tiene una floración completa (80%), y para el 16 de mayo tiene un 90% de caída de pétalos.
'Merton Russet' tiene una talla de fruto de pequeño a medio con altura promedio de 54,00 mm y anchura promedio de 57,00 mm; forma redondo cónico, nervaduras débiles, y corona muy débil; epidermis con color de fondo amarillo, con color del sobre color a veces con un leve rubor rojo en la cara expuesta al sol y cubierta con una red de ruginoso-"russeting" color canela, importancia del ruginoso-"russeting" (pardeamiento áspero superficial que presentan algunas variedades) muy fuerte; pedúnculo longitud largo y de calibre delgado ubicado en una cavidad profunda y estrecha, con ruginoso-"russeting" en las paredes; cáliz con la anchura de la cavidad calicina mediano grande y cerrado, colocado en una cuenca poco profunda, mediana y plisada que está rodeada por una pequeña corona; pulpa de color verdoso, textura firme, crujiente y tierna, moderadamente jugoso y dulce con un sabor a gota ácida. El picante inicial tiende a suavizarse durante el almacenamiento.
Su tiempo de recogida de cosecha se inicia a mediados de octubre. Se conserva bien durante cuatro meses en frío.

## Usos
Se utiliza como una manzana de uso en fresco para postre de mesa.

## Ploidismo
Diploide. Auto estéril, para los cultivos es necesario un polinizador compatible. Grupo C Día 9.

## Susceptibilidades
Altamente susceptible al mildiu, 
Resistente tanto al cancro como a la sarna del manzano.